# 조 저지 (야구인)
조지프 이그나티우스 저지(영어: Joseph Ignatius Judge, 1894년 5월 25일~1963년 3월 11일)는 미국의 프로 야구 선수이자 코치이다. 1915년부터 1934년까지 메이저 리그 베이스볼(MLB)의 워싱턴 세너터스, 브루클린 다저스, 보스턴 레드삭스에서 1루수로 뛰었다. 워싱턴 세너터스의 1924년 월드 시리즈 우승 당시 일원이었다.